# Lijst van gemeenten in het departement Gironde
Hieronder volgt een lijst van de 542 gemeenten (communes) in het Franse departement Gironde (departement 33).

## A
Abzac
- Aillas
- Ambarès-et-Lagrave
- Ambès
- Andernos-les-Bains
- Anglade
- Arbanats
- Arbis
- Arcachon
- Arcins
- Arès
- Arsac
- Artigues-près-Bordeaux
- Les Artigues-de-Lussac
- Arveyres
- Asques
- Aubiac
- Aubie-et-Espessas
- Audenge
- Auriolles
- Auros
- Avensan
- Ayguemorte-les-Graves

## B
Bagas
- Baigneaux
- Balizac
- Barie
- Baron
- Le Barp
- Barsac
- Bassanne
- Bassens
- Baurech
- Bayas
- Bayon-sur-Gironde
- Bazas
- Beautiran
- Bégadan
- Bègles
- Béguey
- Belin-Béliet
- Bellebat
- Bellefond
- Belvès-de-Castillon
- Bernos-Beaulac
- Berson
- Berthez
- Beychac-et-Caillau
- Bieujac
- Biganos
- Les Billaux
- Birac
- Blaignac
- Blaignan
- Blanquefort
- Blasimon
- Blaye
- Blésignac
- Bommes
- Bonnetan
- Bonzac
- Bordeaux
- Bossugan
- Bouliac
- Bourdelles
- Bourg
- Bourideys
- Le Bouscat
- La Brède
- Brach
- Branne
- Brannens
- Braud-et-Saint-Louis
- Brouqueyran
- Bruges
- Budos

## C
Cabanac-et-Villagrains
- Cabara
- Cadarsac
- Cadaujac
- Cadillac
- Cadillac-en-Fronsadais
- Camarsac
- Cambes
- Camblanes-et-Meynac
- Camiac-et-Saint-Denis
- Camiran
- Camps-sur-l'Isle
- Campugnan
- Canéjan
- Cantenac
- Cantois
- Capian
- Caplong
- Captieux
- Carbon-Blanc
- Carcans
- Cardan
- Carignan-de-Bordeaux
- Cars
- Cartelègue
- Casseuil
- Castelmoron-d'Albret
- Castelnau-de-Médoc
- Castelviel
- Castets-en-Dorthe
- Castillon-de-Castets
- Castillon-la-Bataille
- Castres-Gironde
- Caudrot
- Caumont
- Cauvignac
- Cavignac
- Cazalis
- Cazats
- Cazaugitat
- Cénac
- Cenon
- Cérons
- Cessac
- Cestas
- Cézac
- Chamadelle
- Cissac-Médoc
- Civrac-de-Blaye
- Civrac-sur-Dordogne
- Civrac-en-Médoc
- Cleyrac
- Coimères
- Coirac
- Comps
- Coubeyrac
- Couquèques
- Courpiac
- Cours-de-Monségur
- Cours-les-Bains
- Coutras
- Coutures
- Créon
- Croignon
- Cubnezais
- Cubzac-les-Ponts
- Cudos
- Cursan
- Cussac-Fort-Médoc

## D
Daignac
- Dardenac
- Daubèze
- Dieulivol
- Donnezac
- Donzac
- Doulezon

## E
Les Églisottes-et-Chalaures
- Escaudes
- Escoussans
- Espiet
- Les Esseintes
- Étauliers
- Eynesse
- Eyrans
- Eysines

## F
Faleyras
- Fargues
- Fargues-Saint-Hilaire
- Le Fieu
- Floirac
- Flaujagues
- Floudès
- Fontet
- Fossès-et-Baleyssac
- Fours
- Francs
- Fronsac
- Frontenac

## G
Gabarnac
- Gaillan-en-Médoc
- Gajac
- Galgon
- Gans
- Gardegan-et-Tourtirac
- Gauriac
- Gauriaguet
- Générac
- Génissac
- Gensac
- Gironde-sur-Dropt
- Giscos
- Gornac
- Goualade
- Gours
- Gradignan
- Grayan-et-l'Hôpital
- Grézillac
- Grignols
- Guillac
- Guillos
- Guîtres
- Gujan-Mestras

## H
Le Haillan
- Haux
- Hostens
- Hourtin
- Hure

## I
Illats
- Isle-Saint-Georges
- Izon

## J
Jau-Dignac-et-Loirac
- Jugazan
- Juillac

## L
Labarde
- Labescau
- Lacanau
- Ladaux
- Lados
- Lagorce
- La Lande-de-Fronsac
- Lamarque
- Lamothe-Landerron
- Lalande-de-Pomerol
- Landerrouat
- Landerrouet-sur-Ségur
- Landiras
- Langoiran
- Langon
- Lansac
- Lanton
- Lapouyade
- Laroque
- Lartigue
- Laruscade
- Latresne
- Lavazan
- Lège-Cap-Ferret
- Léogeats
- Léognan
- Lerm-et-Musset
- Lesparre-Médoc
- Lestiac-sur-Garonne
- Les Lèves-et-Thoumeyragues
- Libourne
- Lignan-de-Bazas
- Lignan-de-Bordeaux
- Ligueux
- Listrac-de-Durèze
- Listrac-Médoc
- Lormont
- Loubens
- Louchats
- Loupes
- Loupiac
- Loupiac-de-la-Réole
- Lucmau
- Ludon-Médoc
- Lugaignac
- Lugasson
- Lugon-et-l'Île-du-Carnay
- Lugos
- Lussac

## M
Macau
- Madirac
- Maransin
- Marcenais
- Marcheprime
- Marcillac
- Margaux
- Margueron
- Marimbault
- Marions
- Marsas
- Martignas-sur-Jalle
- Martillac
- Martres
- Masseilles
- Massugas
- Mauriac
- Mazères
- Mazion
- Mérignac
- Mérignas
- Mesterrieux
- Mios
- Mombrier
- Mongauzy
- Monprimblanc
- Monségur
- Montagne
- Montagoudin
- Montignac
- Montussan
- Morizès
- Mouillac
- Mouliets-et-Villemartin
- Moulis-en-Médoc
- Moulon
- Mourens

## N
Naujac-sur-Mer
- Naujan-et-Postiac
- Néac
- Nérigean
- Neuffons
- Le Nizan
- Noaillac
- Noaillan

## O
Omet
- Ordonnac
- Origne

## P
Paillet
- Parempuyre
- Pauillac
- Les Peintures
- Pellegrue
- Périssac
- Pessac
- Pessac-sur-Dordogne
- Petit-Palais-et-Cornemps
- Peujard
- Le Pian-Médoc
- Le Pian-sur-Garonne
- Pineuilh
- Plassac
- Pleine-Selve
- Podensac
- Pomerol
- Pompéjac
- Pompignac
- Pondaurat
- Porchères
- Le Porge
- Portets
- Le Pout
- Préchac
- Preignac
- Prignac-en-Médoc
- Prignac-et-Marcamps
- Pugnac
- Puisseguin
- Pujols-sur-Ciron
- Pujols
- Le Puy
- Puybarban
- Puynormand

## Q
Queyrac
- Quinsac

## R
Rauzan
- Reignac
- La Réole
- Rimons
- Riocaud
- Rions
- La Rivière
- Roaillan
- Romagne
- Roquebrune
- La Roquille
- Ruch

## S
Sablons
- Sadirac
- Saillans
- Saint-Aignan
- Saint-André-de-Cubzac
- Saint-André-du-Bois
- Saint-André-et-Appelles
- Saint-Androny
- Saint-Antoine
- Saint-Antoine-du-Queyret
- Saint-Antoine-sur-l'Isle
- Saint-Aubin-de-Blaye
- Saint-Aubin-de-Branne
- Saint-Aubin-de-Médoc
- Saint-Avit-de-Soulège
- Saint-Avit-Saint-Nazaire
- Saint-Brice
- Saint-Caprais-de-Blaye
- Saint-Caprais-de-Bordeaux
- Saint-Christoly-de-Blaye
- Saint-Christoly-Médoc
- Saint-Christophe-des-Bardes
- Saint-Christophe-de-Double
- Saint-Cibard
- Saint-Ciers-d'Abzac
- Saint-Ciers-de-Canesse
- Saint-Ciers-sur-Gironde
- Sainte-Colombe (Gironde)
- Saint-Côme
- Sainte-Croix-du-Mont
- Saint-Denis-de-Pile
- Saint-Émilion
- Saint-Estèphe
- Saint-Étienne-de-Lisse
- Sainte-Eulalie
- Saint-Exupéry
- Saint-Félix-de-Foncaude
- Saint-Ferme
- Sainte-Florence
- Sainte-Foy-la-Grande
- Sainte-Foy-la-Longue
- Sainte-Gemme
- Saint-Genès-de-Blaye
- Saint-Genès-de-Castillon
- Saint-Genès-de-Fronsac
- Saint-Genès-de-Lombaud
- Saint-Genis-du-Bois
- Saint-Germain-de-Grave
- Saint-Germain-d'Esteuil
- Saint-Germain-du-Puch
- Saint-Germain-de-la-Rivière
- Saint-Gervais
- Saint-Girons-d'Aiguevives
- Sainte-Hélène
- Saint-Hilaire-de-la-Noaille
- Saint-Hilaire-du-Bois
- Saint-Hippolyte
- Saint-Jean-de-Blaignac
- Saint-Jean-d'Illac
- Saint-Julien-Beychevelle
- Saint-Laurent-Médoc
- Saint-Laurent-d'Arce
- Saint-Laurent-des-Combes
- Saint-Laurent-du-Bois
- Saint-Laurent-du-Plan
- Saint-Léger-de-Balson
- Saint-Léon
- Saint-Loubert
- Saint-Loubès
- Saint-Louis-de-Montferrand
- Saint-Macaire
- Saint-Magne
- Saint-Magne-de-Castillon
- Saint-Maixant
- Saint-Mariens
- Saint-Martial
- Saint-Martin-Lacaussade
- Saint-Martin-de-Laye
- Saint-Martin-de-Lerm
- Saint-Martin-de-Sescas
- Saint-Martin-du-Bois
- Saint-Martin-du-Puy
- Saint-Médard-de-Guizières
- Saint-Médard-d'Eyrans
- Saint-Médard-en-Jalles
- Saint-Michel-de-Castelnau
- Saint-Michel-de-Fronsac
- Saint-Michel-de-Rieufret
- Saint-Michel-de-Lapujade
- Saint-Morillon
- Saint-Palais
- Saint-Pardon-de-Conques
- Saint-Paul (Gironde)
- Saint-Pey-d'Armens
- Saint-Pey-de-Castets
- Saint-Philippe-d'Aiguille
- Saint-Philippe-du-Seignal
- Saint-Pierre-d'Aurillac
- Saint-Pierre-de-Bat
- Saint-Pierre-de-Mons
- Saint-Quentin-de-Baron
- Saint-Quentin-de-Caplong
- Sainte-Radegonde
- Saint-Romain-la-Virvée
- Saint-Sauveur
- Saint-Sauveur-de-Puynormand
- Saint-Savin
- Saint-Selve
- Saint-Seurin-de-Bourg
- Saint-Seurin-de-Cadourne
- Saint-Seurin-de-Cursac
- Saint-Seurin-sur-l'Isle
- Saint-Sève
- Saint-Sulpice-de-Faleyrens
- Saint-Sulpice-de-Guilleragues
- Saint-Sulpice-de-Pommiers
- Saint-Sulpice-et-Cameyrac
- Saint-Symphorien
- Sainte-Terre
- Saint-Trojan
- Saint-Vincent-de-Paul
- Saint-Vincent-de-Pertignas
- Saint-Vivien-de-Blaye
- Saint-Vivien-de-Médoc
- Saint-Vivien-de-Monségur
- Saint-Yzan-de-Soudiac
- Saint-Yzans-de-Médoc
- Salaunes
- Salignac
- Sallebœuf
- Salles
- Les Salles-de-Castillon
- Samonac
- Saucats
- Saugon
- Saumos
- Sauternes
- La Sauve
- Sauveterre-de-Guyenne
- Sauviac
- Savignac
- Savignac-de-l'Isle
- Semens
- Sendets
- Sigalens
- Sillas
- Soulac-sur-Mer
- Soulignac
- Soussac
- Soussans

## T
Tabanac
- Le Taillan-Médoc
- Taillecavat
- Talais
- Talence
- Targon
- Tarnès
- Tauriac
- Tayac
- Le Teich
- Le Temple
- La Teste-de-Buch
- Teuillac
- Tizac-de-Curton
- Tizac-de-Lapouyade
- Toulenne
- Le Tourne
- Tresses
- Le Tuzan

## U
Uzeste

## V
Valeyrac
- Vayres
- Vendays-Montalivet
- Vensac
- Vérac
- Verdelais
- Le Verdon-sur-Mer
- Vertheuil
- Vignonet
- Villandraut
- Villegouge
- Villenave-de-Rions
- Villenave-d'Ornon
- Villeneuve
- Virelade
- Virsac

## Y
Yvrac